# George Armitage Miller
George Armitage Miller (3. února 1920, Charleston, Západní Virginie, USA – 22. července 2012, Plainsboro, New Jersey) byl americký psycholog, představitel kognitivní psychologie, k jejímž zakladatelům patřil.
Zaobíral se i psycholingvistikou (v jejímž rámci úzce spolupracoval s Noamem Chomským) a teorií algoritmů. Byl 20. nejcitovanějším psychologem 20. století. Jedním z jeho nejslavnějších příspěvků, široce citovaným i v populární literatuře a běžné kultuře, je studie věnovaná krátkodobé paměti. Článek The Magical Number Seven, Plus or Minus Two: Some Limits on Our Capacity for Processing Information vyšel roku 1956 v časopise Psychological Review a patří k nejcitovanějším článkům v dějinách psychologie. Zákonitost tvrdící, že člověk je schopen v krátkodobé paměti uchovat v průměru 7 údajů (+-2), se někdy nazývá Millerův zákon. Roku 1991 získal Národní vyznamenání za vědu. Se svým týmem na Princetonské univerzitě vytvořil lexikální databázi pro anglický jazyk WordNet, která se stala vzorem i pro jiné jazyky.